# Decrets de Beneš

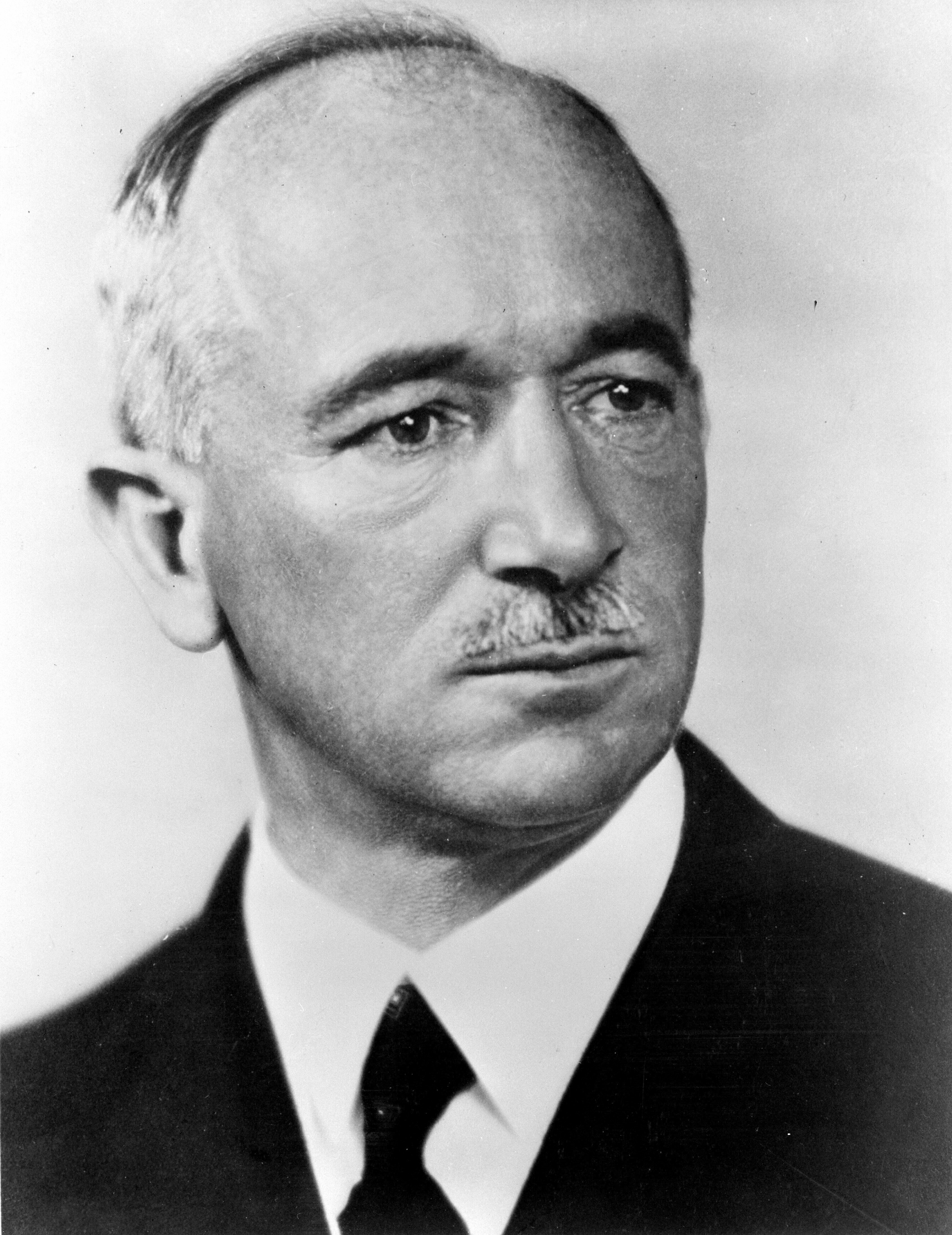
Edvard Beneš, president del govern txecoslovac en l'exili i de qui els decrets prenen el nom

Els Decrets del President de la República (en txec: Dekrety presidenta republiky, en eslovac: Dekréty prezidenta republiky) i els Decrets Constitucionals del President de la República (en txec: Ústavní dekrety presidenta republiky, en eslovac: Ústavné dekréty prezidenta republiky), comunament coneguts com a Decrets de Beneš, van ser una sèrie de lleis promulgades pel govern a l'exili de Txecoslovàquia durant la Segona Guerra Mundial, en absència del Parlament de Txecoslovàquia per l'ocupació per l'Alemanya nazi. Van ser promulgats pel president Edvard Beneš entre el 21 de juliol de 1940 i el 27 d'octubre de 1945 i ratificats retroactivament per l'Assemblea Nacional de Txecoslovàquia interina el 6 de març de 1946.
Avui dia, el terme s'utilitza sobretot per a una part dels decrets que tracten l'estatus dels alemanys i hongaresos en la Txecoslovàquia de la postguerra; aquestes disposicions s'han convertit en un símbol dels debats històrics sobre l'expulsió dels alemanys de Txecoslovàquia durant i després de la Segona Guerra Mundial i les seves ramificacions en la política actual.

## Situació actual
Amb dues excepcions, 89 decrets, edictes, lleis i estatuts de Beneš, juntament amb les extenses instruccions per a la seva aplicació, continuen en vigor en la República Txeca i Eslovàquia. Aquests dos estats successors de Txecoslovàquia no han mostrat una disposició revocatòria dels edictes i lleis amb la finalitat de no contradir els resultats de la Segona Guerra Mundial.

## Impacte en les relacions polítiques
La vigència dels decrets va afectar fins a cert punt a les relacions polítiques de Txèquia i Eslovàquia amb els seus veïns Àustria, Alemanya i Hongria.
Els expulsats es van organitzar en el marc del Sudetendeutsche Landsmannschaft (part de la Federació d'Expulsats) i es van associar a grups polítics, demanant l'abolició dels decrets de Beneš per basar-se en el principi de culpa col·lectiva. Els tribunals europeus i internacionals es van inhibir a l'hora de jutjar els casos relacionats amb els decrets, ja que la major part dels tractats internacionals referents als drets humans van entrar en vigor després de 1945-46.
L'exprimer ministre txec Miloš Zeman va insistir que els txecs no consideraven la revocació dels decrets per una por oculta, una por a obrir les portes a possibles demandes de restitució si ho feien. Segons Time Magazine l'exministre d'exteriors txec Jan Kavan va argumentar: "Per què hauríem de revocar els decrets de Beneš?... Pertanyen al passat i allà han de quedar-se. Molts dels membres actuals de la Unió Europea van tenir lleis similars".
El 20 de setembre de 2007 el Parlament d'Eslovàquia va confirmar els decrets. Tots els membres del parlament eslovacs ètnics van votar a favor, mentre que únicament van votar en contra els membres de la minoria hongaresa. El president d'Hongria László Sólyom va assegurar que aquesta decisió tibaria les relacions entre Eslovàquia i Hongria.